# Słomczyn (przystanek kolejowy)
Słomczyn – dawny przystanek osobowy kolejki wąskotorowej w Janówku, w gminie Grójec, w województwie mazowieckim, w Polsce.
Odcinek linii kolejowej pomiędzy Gołkowem a Grójcem przebiegający przez przystanek oddano do użytku 10 kwietnia 1914, jednak sam przystanek powstał w 1991 roku. Przystanek miał obsługiwać powstającą wtedy giełdę w Słomczynie. Peron znajdował się po wschodniej stronie toru kolejowego, na północ od obecnej drogi krajowej nr 50. Przystanek był wykorzystywany jedynie przez kilka miesięcy, gdyż 1 lipca 1991 zamknięto rozkładowy ruch pasażerski na linii Kolei Grójeckiej.